# Butades

La doncella corintia, 1782-1784, lienzo de Joseph Wright donde se representa el mito de Butades

Butades de Sición fue un artista legendario de la Antigua Grecia de época desconocida, probablemente del siglo VII a. C., acerca del que refiere Plinio el Viejo una tradición corintia que le atribuye la invención de las figuras plásticas de tierra cocida, es decir de la escultura.
Según Plinio el Viejo, la hija de Butades, se enamoró de un joven corintio y al disponerse el novio a marchar al extranjero, la última noche, al despedirse, la novia tuvo la idea de quedarse con el retrato de su amante, para lo cual trazó con carboncillo el perfil de su cara, señalado por la sombra en el muro de la habitación. Butades aplicó una capa de arcilla, que modeló siguiendo las sinuosidades de aquel rostro; destacó la arcilla de la pared y la metió en el horno y obtuvo un retrato duradero, que según la tradición se conservó en el Ninfeo de Corinto hasta que conquistaron la ciudad los romanos al mando de Lucio Mumio y la arrasaron.
Este mito ha sido representado muchas veces en pintura: en La doncella corintia (1782-1784), de Joseph Wright, y en La invención del arte del dibujo (1791), de Joseph-Benoît Suvée, por ejemplo.
Al propio Butades se le atribuyó también la invención de una mezcla de tierra de ladrillo y yeso, que se aplicaba a los trabajos de adorno, el haber sido el primero que construyó tejas adornadas con figuras en sus extremos y el haber construido las acróteras decoradas con figuras.